# Tejani
Tejani (en serbe cyrillique : Тејани; en albanais: Thtjani ou Ftjani) est un village du sud du Monténégro, dans la municipalité de Bar.

## Démographie

### Évolution historique de la population
| 1948 | 1953 | 1961 | 1971 | 1981 | 1991 | 2003 |
| ---- | ---- | ---- | ---- | ---- | ---- | ---- |
| 305  | 288  | 292  | 261  | 185  | 153  | 93   |